# Sajndżargalyn Njam-Oczir
Sajndżargalyn Njam-Oczir (mong. Сайнжаргалын Ням-Очир; ur. 20 lipca 1986) – mongolski judoka, brązowy medalista olimpijski. 
Startuje w kategorii wagowej do 73 kg. Brązowy medalista igrzysk olimpijskich w Londynie w 2012 roku. Brązowy medalista mistrzostw Azji w 2009 i mistrz Mongolii w 2010 roku.